# Villa La Californie
Pour les articles homonymes, voir Californie (homonymie).
Ne doit pas être confondu avec Hôtel de la Californie.
La Californie est une villa du patrimoine architectural de Cannes, construite en 1920 dans le quartier du même nom. Résidence de Pablo Picasso de 1955 à 1961, la maison est également connue sous le nom de Villa Fénelon et porte aujourd'hui le nom de Pavillon de Flore.

## Historique
François Eugène Tripet (1816-1896), consul de France à Moscou s'installe à Cannes en 1848 avec son épouse Alexandra Féodorovna Skrypitzine (1818-1895), riche héritière russe amie de Prosper Mérimée. Il fait construire la « villa Alexandra » sur les hauteurs de la ville surplombant le cap de la Croisette face aux îles de Lérins.La villa est rapidement entourée par les résidences des nombreux représentants de l’aristocratie russe immigrés à Cannes et le quartier est surnommé « La Petite Russie ». En 1903, son gendre, le général vicomte Alphonse de Salignac-Fénelon fait l'acquisition de la partie nord du jardin de la villa et commande un projet de résidence d'hiver à l'architecte champenois Henri Picquart. Ce n'est qu'en 1920 qu'il fait réaliser le projet commandé avant la Guerre et qui prend le nom de « villa Fénelon ».
Pablo Picasso achète la maison en 1955 et s'y installe avec Jacqueline Roque, installant son atelier au rez-de-chaussée. Le photographe Lucien Clergue est le témoin de la vie du peintre à « La Californie ». C'est de cet atelier qu'il peint, en 1958, La Baie de Cannes où il représente le paysage marin étranglé par le milieu urbain. En 1961, la construction d'un nouvel immeuble lui cachant la vue sur la mer le décide à rechercher un autre lieu. Il abandonne la villa cannoise et s'installe au Mas Notre-Dame-de-Vie, à Mougins où il passe ses dernières années. Lors de l'inventaire de la succession du peintre, de nombreuses œuvres jusqu'alors ignorées sont trouvées dans la maison et font l'objet de la dation Pablo Picasso de 1979 à l'origine du musée national qui porte son nom. Sa petite fille, Marina Picasso hérite de « La Californie », fait réaliser des travaux de restauration en 1987 et la renomme « pavillon de Flore ». Elle est située 22 avenue Coste-Belle.

## Architecture
D'une superficie de 1 200 m2, sur trois étages, la villa est située au milieu d'un parc et compte une piscine. L'architecte est Henri Picquart et le sculpteur Henri Vidal en a réalisé la façade.

## Inscription à l'inventaire du patrimoine culturel
La maison est une propriété privée inscrite en 2001 à l'inventaire général du patrimoine culturel de la région Provence-Alpes-Côte d'Azur au titre du recensement du patrimoine balnéaire de Cannes.